# 메트로이드 (비디오 게임)
《메트로이드》는 닌텐도가 제작한 1986년 액션 어드벤처 게임이다. 《메트로이드》 시리즈의 첫 번째 게임으로 본래 패미컴 디스크 시스템으로 개발돼 일본서 1986년 8월 발매됐다. 북미 지역에서는 롬 카트리지을 사용하는 패밀리 컴퓨터판으로 이식해 1987년 8월 출시됐다.
먼 미래의 제베스 행성이 무대로, 주인공 사무스 아란이 우주 현상금 사냥꾼으로 외계기생체 메트로이드 유기체를 강탈해 생체무기로 개조하려는 우주해적의 음모를 저지하는 이야기를 그렸다. 플레이어는 자유자재로 맵을 탐색하는 비선형 게임플레이를 통해 장비를 강화하고 적을 격퇴해야 한다.
개발은 닌텐도 내 부서 닌텐도 개발 제일부와 자회사 인텔리비전 시스템즈가 담당했다. 오카다 사토루와 야마모토 마사오가 감독, 요코이 군페이가 제작, 다나카 히로카즈가 작곡을 맡았다. 탐색과 강화를 통해 이전에 갈 수 없는 지역에 도달하는 것을 목표하는 메트로이드배니아 하위장르를 도입했다.
발매 당시 《메트로이드》는 상업적 및 비평적 성공을 거뒀다. 언론에서 그래픽, 음악과 조작감으로 호평을 받았다. 이후 게임보이 어드밴스 에뮬레이션, 버추얼 콘솔 서비스, 닌텐도 스위치 온라인 등 다양한 방식으로 재출시됐다. 2004년에 게임보이 어드밴스로 리메이크 《메트로이드: 제로 미션》이 발매됐다.

## 평가
| 평가 |                          |
| --- | ------------------------ |
| 통합 점수 통합사 점수 게임랭킹스 63.00% (NES) 61.54%(GBA) [ 1 ] 평론 점수 평론사 점수 올게임 [ 2 ] 게임스팟 5.5/10 [ 3 ] IGN 8/10 [ 4 ] |                          |
| 통합 점수 |                          |
| 통합사 | 점수                     |
| 게임랭킹스 | 63.00% (NES) 61.54%(GBA) |
| 평론 점수 |                          |
| 평론사 | 점수                     |
| 올게임 | [ 2 ]                    |
| 게임스팟 | 5.5/10                   |
| IGN | 8/10                     |

### 내용주
1. ↑  영어: Metroid, 일본어: メトロイド

### 참조주
1. ↑  “보관된 사본”. 2019년 12월 9일에 원본 문서에서 보존된 문서. 2018년 4월 11일에 확인함.
2. ↑  Norris IV, Benjamin F. “Metroid - Review”. Allgame. 2014년 11월 14일에 원본 문서에서 보존된 문서. 2015년 5월 5일에 확인함.
3. ↑  Provo, Frank. “Metroid Review”. GameSpot. January 24, 2013에 원본 문서에서 보존된 문서. December  6, 2012에 확인함.
4. ↑  http://www.ign.com/articles/2007/08/14/metroid-review